# Robert Hansen (Schauspieler)
Robert Hansen (* 5. Oktober 1979 in Hvidovre) ist ein dänischer Schauspieler.

## Leben
Robert Hansen wuchs als Sohn von Mogens und Liselotte Hansen († 2013) in Hvidovre, in der Nähe von Kopenhagen, auf. Während seiner Schulzeit verbrachte er als Austauschschüler ein Jahr in Bremen.
Er wirkte bereits ab seinem 15. Lebensjahr in mehreren Spielfilmen mit. Nach seinem Schulabschluss absolvierte Hansen von 1996 bis 1999 eine professionelle Schauspielausbildung an der Staatlichen Theaterhochschule in Kopenhagen. Er wirkte als Schauspieler vor der Kamera in bislang mehr als 30 Film- und Fernsehproduktionen mit. Während er zu Beginn seiner Karriere noch oftmals in einer Nebenrolle besetzt wurde, konnte er sich später in Hauptrollen als Charakterdarsteller beweisen. Einem breiten Publikum bekannt wurde er vor allem ab dem Jahr 1999 durch seine Rolle als Viktor in der fünfteiligen Filmreihe Anja & Viktor. Er wurde für sein filmisches Schaffen bislang dreimal mit dem Robert ausgezeichnet. Als Bühnendarsteller wirkte er in Theaterstücken und in Musicals an verschiedenen Theaterhäusern in ganz Dänemark mit. Hansen ist auch umfangreich als Synchronsprecher für Animationsfilme und Zeichentrickfilme aktiv und lieh dabei in dänischer Sprache verschiedenen Figuren wie beispielsweise in Ice Age seine Stimme.
Robert Hansen geriet wegen seiner lang andauernden Spielsucht, Drogensucht und Alkoholproblemen ab Mitte der 2000er-Jahre mehrmals in den dänischen Medien in die Schlagzeilen. Nach mehreren Entziehungskuren und Therapien bezeichnete er sich in einem Interview im Jahr 2014 als inzwischen davon genesen.
Hansen ist Vater einer Tochter (* 2004) und eines Sohnes (* 2012), die aus unterschiedlichen Beziehungen stammen. Er lebt in Kopenhagen.

## Filmografie (Auswahl)
- 1994: Torben – Der Satansbraten
- 1994: Krümel – Der Meisterdetektiv
- 1995: Ein Zirkus für Sarah
- 1995: Operation Cobra
- 1996: Madsen und Co. (Fernsehserie)
- 1997: Taxa (Fernsehserie, 1 Folge)
- 1999: Anja & Viktor – Kaerlighed ved forste hik
- 2000: Hotellet (Fernsehserie)
- 2001: Anja & Viktor – Kaerlighed ved forste hik 2
- 2002: Bertram und Co.
- 2003: Anja efter Viktor
- 2004: The Good Cop
- 2004: King’s Game
- 2004: Familie Gregersen
- 2007: Anja & Viktor – Braendende Kaerlighed
- 2007: Pistoleros
- 2008: Anja & Viktor – I medgang og modgang
- 2009: Simon & Malou
- 2009: Old Boys – Alte Herren und krumme Dinger
- 2010: Bølle Bob
- 2010: Hawaii Five-0 (Fernsehserie, 1 Folge)
- 2012: Lykke (Fernsehserie, 3 Folgen)
- 2013: Fünf in der Wildnis
- 2015: IZombie (Fernsehserie, 1 Folge)
- 2015: Hjørdis (TV-Miniserie)
- 2021: Klemt (Fernsehserie)